# قلاب‌دهان اروپایی
قلاب‌دهان اروپایی(نام علمی: Merluccius merluccius) نام یک گونه از سرده قلاب‌دهان است.